# Stuart Milner-Barry
Stuart Milner-Barry, nació un 20 de septiembre de 1906, y falleció el 25 de marzo de 1995. Fue un jugador de ajedrez, escritor, decodificador de la Segunda Guerra Mundial y funcionario público británico. 
Fue Oficial de la Orden del Imperio Británico, compañero de la Orden del Baño y caballero comendador de la Real Orden Victoriana. Además trabajó en Bletchley Park durante la Segunda Guerra Mundial y fue director del "Hut 6", una sección responsable de descifrar mensajes que habían sido cifrados con la máquina enigma alemana. Fue uno de los cuatro principales decodificadores en Bletchley, a petición del entonces primer ministro Británico (Winston Churchill). Tras la guerra trabajó en la Tesorería y administró el Sistema de Honores Británico. Representó a Inglaterra en torneos internacionales de ajedrez y dio nombre a dos variantes de apertura. 

## Primeros años y educación
Nacido en Hendon (Londres), Philip Stuart fue el segundo de seis hijos del maestro Edward Leopold Milner-Barry, el cual murió en 1917 y su mujer Edith Mary. Siendo un ajedrecista de talento, ganó el primer Campeonato Británico Infantil en 1923. Fue alumno del Cheltenham College y ganó una beca para el Trinity College de la Universidad de Cambridge donde consiguió ser primero en ciencias clásicas y morales. En Cambridge se hizo amigo de otro ajedrecista, C. H. O'D. Alexander y compuso varios puzles de ajedrez. Entre 1929 y 1938 fue un corredor de bolsa, aunque no estaba contento con el trabajo. Desde 1938 fue corresponsal de ajedrez para The Times, sucedido en 1945 por Harry Golombek.
Representó a Inglaterra en las Olimpíadas de ajedrez de 1937 y 1939. El último torneo disputado en Buenos Aires (Argentina) coincidió con la declaración Británica de la guerra contra Alemania en septiembre de 1939. Milner-Barry, con sus compañeros de equipo Hugh Alexander (el Campeón británico del momento) y Harry Golombek, abandonaron el torneo y volvieron a Gran Bretaña.

## Bletchley Park

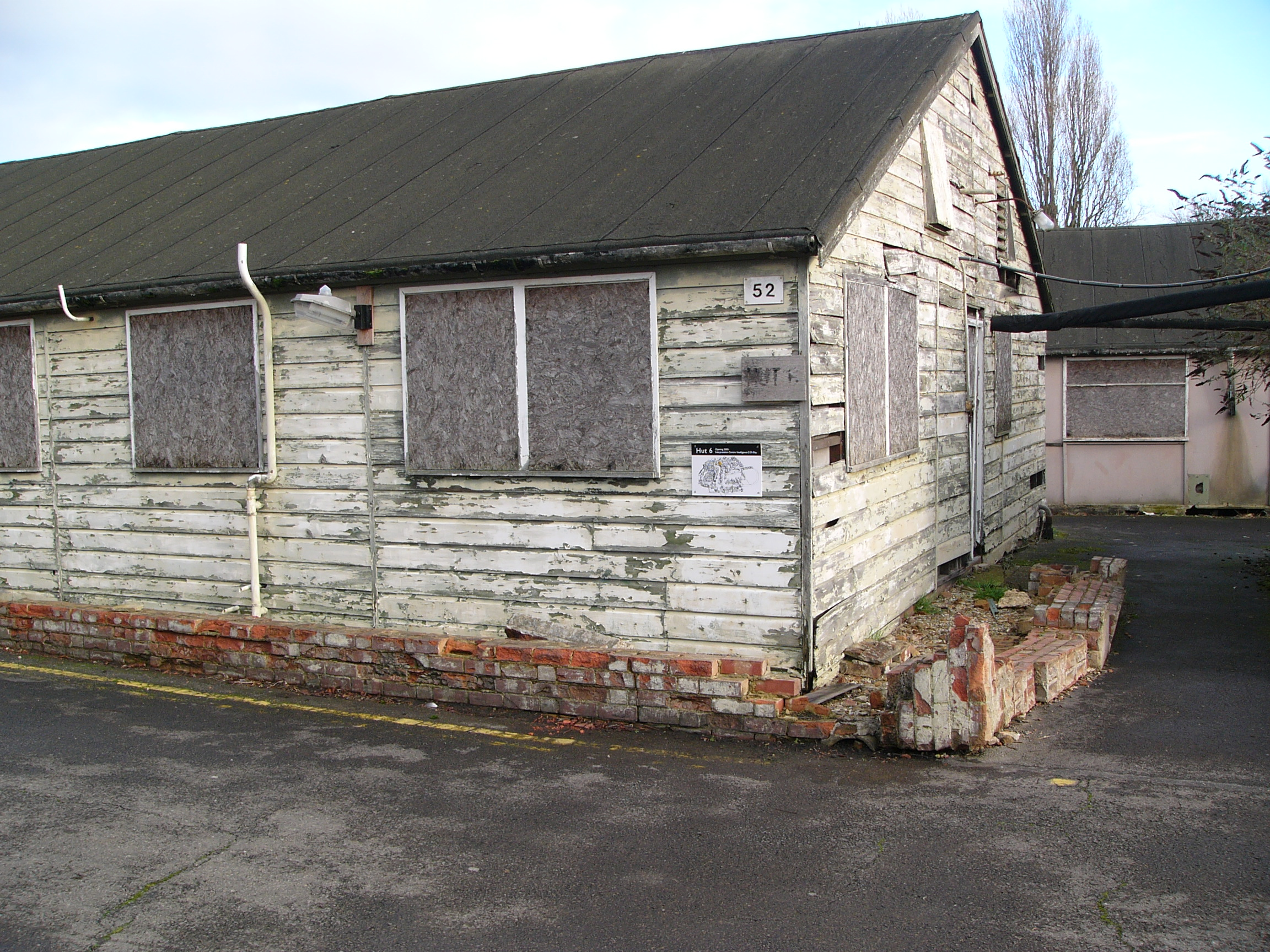
El barracón 6 original (fotografiado en 2004). Milner-Barry estuvo en Hut 6 a principios de 1940 y trabajó en la sección durante la Segunda Guerra Mundial. Se convirtió en director de Hut 6 en Otoño de 1943.

Hasta su vuelta, los tres estuvieron en la Escuela de Cifrado y Codificación del Gobierno en Bletchley Park. Milner-Barry fue reclutado por el matemático Gordon Welchman, que había sido su coetáneo en el Trinity College; además Milner-Barry reclutó a Hugh Alexander. Llegando a principios de 1940, estuvo en la sección de Welchman del "Hut 6", cuya tarea era resolver la Máquina enigma utilizada por el Heer y la Luftwaffe.
En 1993, Milner-Barry escribió "al día de hoy no podría afirmar que comprendía completamente cómo funcionaba la máquina y mucho menos que estuviera involucrada en los problemas de romper y leer el cifrado Enigma". No obstante, con su conocimiento del alemán hizo un estudio de descifrado y encontró que contenía patrones estereotipados y formas de direcciones que podían ser explotados como "chuletas", pistas fiables para los mensajes en lenguaje plano que encajaban con una pieza dada de texto cifrado. La búsqueda de chuletas fiables fue una tarea crítica para el Hut 6, ya que el código Enigma fue descifrado principalmente con la ayuda de "bombas", las grandes máquinas electromecánicas que automáticamente buscaban las configuraciones correctas. Las bombas dependían de una chuleta apropiada para tener éxito. En otoño de 1940, fue puesto a cargo de la "Habitación de las Chuletas".
Fue alojado con Alexander, que estaba trabajando en el Hut 8, la contrapartida del Hut 6 trabajando en la Máquina Enigma. Su gran amistad les permitió fácilmente resolver las necesidades competentes de sus secciones para el tiempo limitado de las "bombas". En octubre de 1941, fue puesto al frente del Hut 6 justo por debajo de Welchman. En este momento, Bletchley Park estaba experimentando una escasez de personal clerical que estaba retrasando el trabajo en el Enigma y la gestión de la escuela parecía incapaz de obtener los recursos que necesitaba. Esto afectó a ambos, al Hut 6 y al Hut 8, que fue creada por el matemático Alan Turing con Hugh Alexander como su segundo. Juntos, Welchman, Milner-Barry, Turing y Alexander evitaron la cadena de mando y escribieron un memorándum directamente al Primer ministro, Winston Churchill, resumiendo sus dificultades. Cayó en Milner-Barry la tarea de entregar el mensaje en el Número 10 de Downing Street en persona, el 21 de octubre de 1941. El día siguiente, Churchill respondió, "Acción de este día: Asegurar de que ellos tienen todo lo que quieren con extrema prioridad e informarme de que se ha hecho". En un mes sus necesidades fueron satisfechas.
En Otoño de 1943, Milner-Barry asumió la dirección del Hut 6, que en ese momento había crecido hasta más de 450 personas, Welchman había estado en desacuerdo con el director Ayudante de Mecanización de Bletchley Park Permaneció en el cargo hasta el final de la guerra, presidiendo varios retos técnicos presentados por la introducción de dispositivos adicionales de seguridad a la Máquina Enigma, como el Enigma Uhr y un rotor reflector recargable. Su entrada en el Diccionario Oxford Nacional de Biografía denota que, "aunque sentía crecientemente que el Hut 6 estaba al borde de perder la capacidad de decodificar la Máquina Enigma, siguió hasta el final de la guerra y esto fue debido no poco a su dotado liderazgo." La historia oficial del Hut 6, el cual fue escrita inmediatamente después del final de la Segunda Guerra Mundial, comenta en sus principios "muchos logros técnicos vitales" en la búsqueda de chuletas y sobre sus "talentos administrativos y diplomáticos" en su papel posterior al frente de la sección.

## Después de la Segunda Guerra Mundial
|       |       |       |       |       |       |       |       |       |  |
|       | a8 rd | b8    | c8 bd | d8 qd | e8 kd | f8    | g8    | h8 rd |  |
| a7 pd | b7 pd | c7 pd | d7 pd | e7    | f7 pd | g7 pd | h7 pd |       |  |
| a6    | b6    | c6 nd | d6    | e6 pd | f6 nd | g6    | h6    |       |  |
| a5    | b5    | c5    | d5    | e5    | f5    | g5    | h5    |       |  |
| a4    | b4 bd | c4 pl | d4 pl | e4    | f4    | g4    | h4    |       |  |
| a3    | b3    | c3 nl | d3    | e3    | f3    | g3    | h3    |       |  |
| a2 pl | b2 pl | c2 ql | d2    | e2 pl | f2 pl | g2 pl | h2 pl |       |  |
| a1 rl | b1    | c1 bl | d1    | e1 kl | f1 bl | g1 nl | h1 rl |       |  |
|       |       |       |       |       |       |       |       |       |  |

Milner-Barry entró en la Tesorería en 1945 con el grado de Principal. En 1947, se casó con Thelma Tennant Wells, con quien tuvo un hijo y dos hijas. El mismo año, fue promocionado a Ayudante de Secretario y a Subsecretario en 1954. Aparte de una temporada en el Ministerio de Salud entre 1958-1960, se mantuvo en la Tesorería hasta 1966, cuando, a la edad de 60 años, había alcanzado la edad de jubilación normal para los funcionarios. Fue persuadido de seguir como funcionario ceremonial administrando el Sistema de Honores Británico. En este papel, concedió el título de caballero a P. G. Wodehouse y Noel Coward. Milner-Barry finalmente se retiró en 1977. Fue nombrado oficial de la Orden del Imperio Británico en 1946 por su trabajo en la Segunda Guerra Mundial, compañero de la Orden del Baño en 1962 y caballero comendador de la Real Orden Victoriana en 1975.
También había continuado jugando al ajedrez, y compitió en las Olimpíadas de ajedrez de 1952 y 1956 y así terminando segundo en Hastings en 1953. Fue presidente de la Federación Británica de Ajedrez entre 1970 y 1973 y siguió compitiendo en torneos a los 80 años. Su necrológica en The Independent recordó su "salvajemente efectivo estilo atacante, encaminado a la perfección a través de una serie de `serias partidas amistosas' contra su antiguo rival Hugh Alexander". En 1972, George Koltanowsky escribió que, "su estilo era muy agradable para los espectadores porque siempre estaba buscando las continuaciones peligrosas y ¡bastante a menudo las encontraba!" Su nombre se asocia con dos variantes de aperturas: la Variante Milner-Barry de la Defensa Nimzo-India (E33 en la Enciclopedia de aperturas de ajedrez) y el Gambito Milner-Barry en la Defensa Francesa.
Milner-Barry defendió con fiereza la reputación de Gordon Welchman en 1985, que había sido póstumamente criticado al publicar detalles sobre los tiempos de guerra en el Hut 6. En 1992, haciéndose eco de su visita en tiempos de guerra al Número 10 de Downing Street, Milner-Barry fue miembro de una fiesta que entregó una petición al primer ministro pidiendo al gobierno ayuda para conservar Bletchley Park, que estaba entonces bajo la amenaza de demolición.
Murió el 25 de marzo de 1995 en el Hospital de Lewisham en Londres, y se ofició un funeral en la Abadía de Westminster el 15 de junio.